# Anthony Brindisi

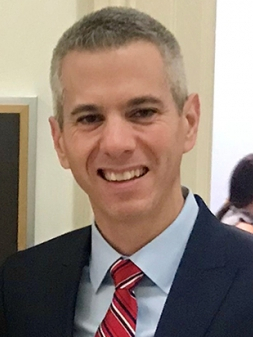
Anthony Brindisi

Anthony Joseph Brindisi (* 22. November 1978 in Utica, Oneida County, New York) ist ein US-amerikanischer Politiker. Von 2019 bis 2021 vertrat er den Bundesstaat New York im US-Repräsentantenhaus.

## Werdegang
Zunächst besuchte Anthony Brindisi, dessen Mutter starb, als er vier Jahre alt war, das Mohawk Valley Community College. Seinen Schulabschluss erlangte er 2000 aber auf dem katholischen Siena College in Loudonville, einem Vorort von Albany. Danach studierte er bis 2004 an der Albany Law School und trat anschließend in die von seinem Vater gegründete Rechtsanwaltskanzlei ein.
Bei einer Nachwahl wurde Brindisi, der der Demokratischen Partei angehört, im September 2011 gegen den Republikaner Gregory Johnson in die New York State Assembly gewählt. Bei den turnusmäßigen Wahlen 2012, 2014 und 2016 wurde er jeweils ohne Gegenkandidaten wiedergewählt. 2013 stimmte er gegen den NY SAFA Act, ein Waffenkontrollgesetz, das als Reaktion auf den Amoklauf an der Sandy Hook Elementary School vom Dezember 2012, verabschiedet wurde.
Bei den Kongresswahlen des Jahres 2018 kandidierte Brindisi dann im 22. Wahlbezirk von New York gegen die bisherige republikanische Amtsinhaberin Claudia Tenney und wurde mit einem Vorsprung von 1293 Stimmen gewählt. In seiner Wahlkampagne wurde er von Tenneys Vorgänger Richard L. Hanna unterstützt, obwohl dieser selbst Republikaner war.
Bei der Wahl zum US-Repräsentantenhaus des Jahres 2020 kandidierte Brindisi erneut – wiederum geben Claudia Tenney. Bei insgesamt 312.087 abgegebenen Stimmen war das Wahlergebnis so knapp, dass ein New Yorker Gericht mit der Überprüfung der Wahl beauftragt werden musste. Schließlich entschied der Richter am obersten Staatsgericht (State Supreme Court) Scott DelConte am 5. Februar 2021, drei Monate nach der Wahl und einen Monat nach der Konstituierung des neuen Kongresses, dass Claudia Tenney mit einem Vorsprung von 109 Stimmen (156.098 gegen 155.989 Stimmen für Brindisi) die Wahl gewonnen hatte. Anthony Brindisi war darum nur eine Legislaturperiode als Abgeordneter im US-Repräsentantenhaus vergönnt.